# Platyrhacus loretus
Platyrhacus loretus är en mångfotingart som beskrevs av Chamberlin 1941. Platyrhacus loretus ingår i släktet Platyrhacus och familjen Platyrhacidae. Inga underarter finns listade i Catalogue of Life.